# Tell Me Lies
Pour plus de détails, voir Fiche technique et Distribution.
Tell Me Lies est un film britannique réalisé par Peter Brook en 1968.
Ce film a été sélectionné à la Mostra de Venise 1968 (mention spéciale du Jury et Prix de la Critique Luis Bunuel).
Le film a été restauré en 2012 par la Fondation Groupama Gan pour le cinéma et la Fondation Technicolor pour le patrimoine du cinéma.
Cette nouvelle version, en sélection officielle à la Mostra de Venise 2012, sort en salles le 10 octobre 2012.

## Synopsis
Le film politique et rock, brulot anti-Vietnam, totalement inédit, du grand dramaturge Peter Brook. Trois acteurs londoniens, obsédés par la photo d'un petit vietnamien blessé, essaient de comprendre la spirale de la violence de la guerre du Viêt Nam. Les discussions et témoignages sur les événements clés montrent l'absurdité de la guerre, avec une utilisation puissante de chansons satiriques et une ironie dévastatrice.

## Fiche technique
- Réalisation : Peter Brook
- Scénario et adaptation : Peter Brook et Michael Kustow d'après US de Dennis Cannan, pièce créée par la Royal Shakespeare Company le 13 octobre 1966 à Londres.
- Image : Ian Wilson
- Musique originale : Richard Peaslee et Adrian Mitchell (parolier)
- Son : Robert Allen
- Montage : Ralph Sheldon
- Production : Brook Productions, Fondation Groupama Gan – Fondation Technicor
- Producteurs : Peter Brook et Peter Sykes
- Distribution en France :  Dulac Distribution

## Distribution
- Mark Jones
- Pauline Munro
- Robert Langdom Lloyd
- Glenda Jackson
- Ian Hogg

En dehors des acteurs, il y a des personnes qui interviennent dans le film, comme par exemple les députés britannique Tom Driberg, Ivor Richard, Reginald Paget, l'écrivain Kingsley Amis, le militant afro-Américain Stokely Carmichael, la sociologue Hilary Rose, ou le journaliste Peregrine Worsthorne (en).

## Images d'archives
Le film comporte des images d'archives, soit à travers des films soit à travers des photographies :
- L'auto-immolation du bonze Thích Quảng Đức le 11 juin 1963.